# Simbangjati
Simbangjati is een bestuurslaag in het regentschap Batang van de provincie Midden-Java, Indonesië. Simbangjati telt 1326 inwoners (volkstelling 2010).